# Peter von Rüden
Peter von Rüden (* 20. August 1946 in Warburg) ist ein deutscher Medienwissenschaftler.

## Leben
Er promovierte 1973 und habilitierte sich 1979 im Fachbereich Kommunikation/Ästhetik der Universität Osnabrück (Lehrgebiet Medienwissenschaft). Er arbeitete 1973 als wissenschaftlicher Referent beim Vorstand des Deutschen Volkshochschulverbandes (Referat Fernsehen), von 1974 bis 1983 war er Leiter des Adolf-Grimme-Instituts. Von 1983 bis 2000 war er in verschiedenen Positionen beim NDR tätig. Von 2000 bis 2005 leitete er die Forschungsstelle zur Geschichte des Rundfunks in Norddeutschland.

## Schriften (Auswahl)
- Sozialdemokratisches Arbeitertheater (1848–1914). Ein Beitrag zur Geschichte des politischen Theaters. Frankfurt am Main 1973, ISBN 3-7610-1740-5.
- mit Manfred Borchert und Karin Derichs-Kunstmann: Fernsehen in der Elternbildung. Am Beispiel des Medienverbund-Programms „Erziehen ist nicht kinderleicht“. München 1980, ISBN 3-7705-1786-5.